# Enola Gay

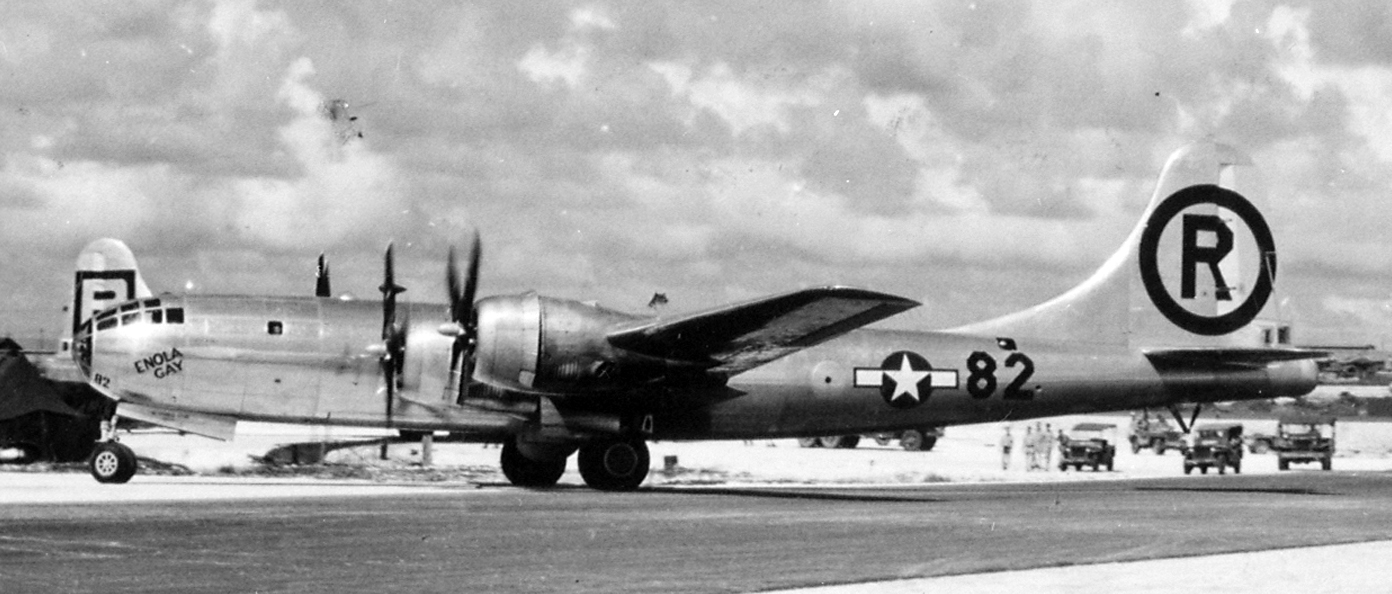
Az Enola Gay az atomtámadás után, 1945. augusztus 6.

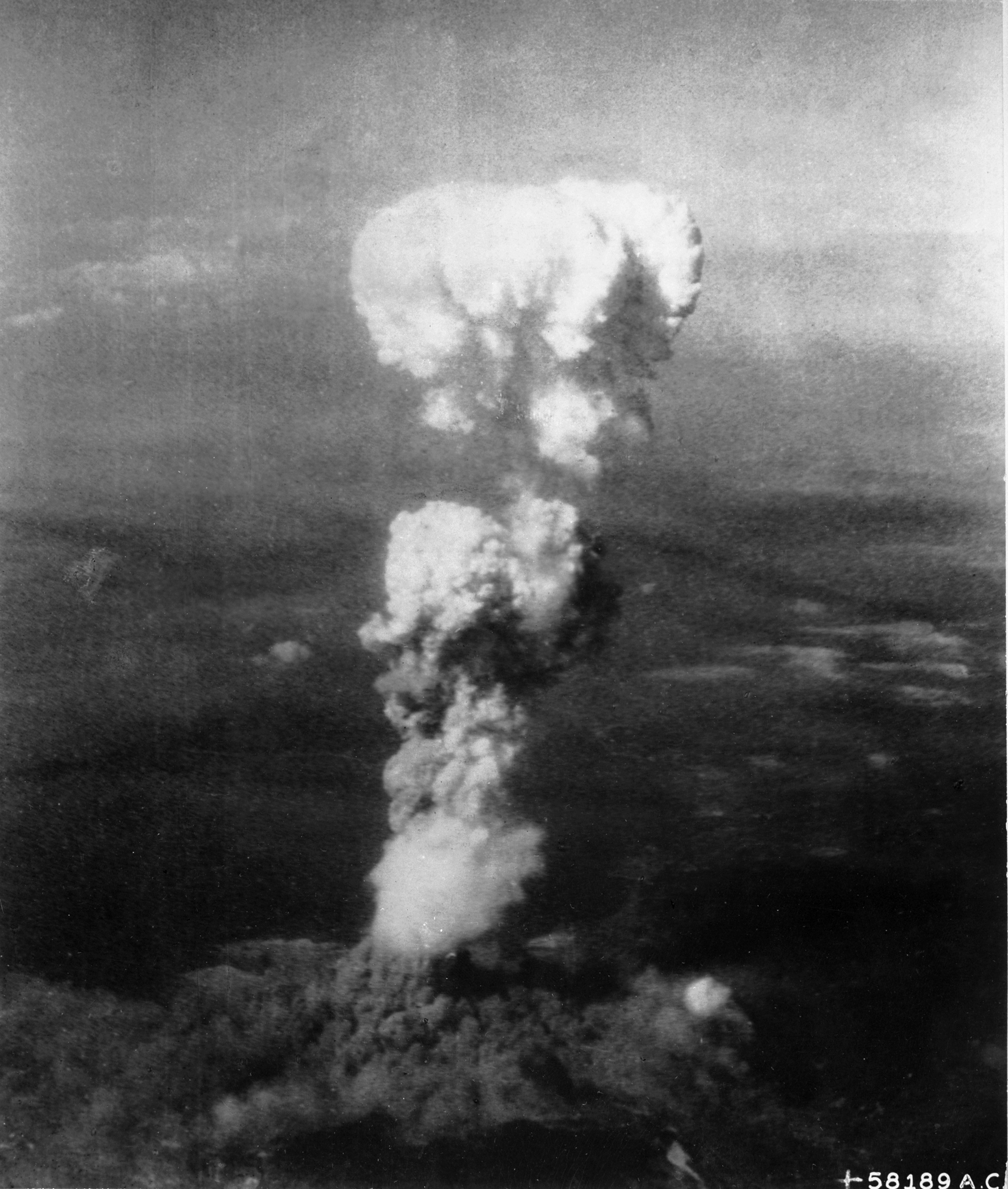
Az Enola Gay által Hirosima felett ledobott atombomba gombafelhője

Enola Gay volt a neve annak a B–29 Superfortress típusú bombázó repülőgépnek, mely 1945. augusztus 6-án atombombát dobott Hirosima városára. A repülőgép a gép pilótája, Paul Tibbets ezredes anyja – Enola Gay Tibbets – után kapta a nevét. A Little Boy kódnevű bombával a város központját célozták meg és robbanása csaknem az egész települést elpusztította. Az Enola Gay a második atomtámadás során is bevetésre került mint időjárásfelderítő repülőgép. Az elsődleges célpontként kiszemelt Kokura feletti időjárási viszonyokat figyelte meg. Az itt tapasztalt felhős ég és szálló füst miatt döntöttek úgy, hogy a másodlagos célpontnak kijelölt Nagaszakira dobják le az újabb bombát. 
A háború után az Enola Gay visszatért az Egyesült Államokba, ahol az Új-Mexikóban található Roswell katonai repülőterén állomásozott. 1946 májusában Kwajaleinre repült át, hogy részt vegyen a Crossroads fedőnevű nukleáris fegyverkísérletben a Csendes-óceán térségében, de nem ezt a gépet választották ki a Bikini-atollnál ledobott bomba szállítására. Még ebben az évben a Smithsonian Intézetnek adták át és évekig parkoltatták különböző légi bázisokon, kitéve az időjárás viszontagságainak és a szuvenírgyűjtőknek, mielőtt 1961-ben szétszerelt állapotban eljuttatták a Smithsonian Maryland államban lévő suitlandi raktárába.
Az 1980-as években veterán csoportok síkraszálltak amellett, hogy a repülőgépet állítsák ki a közönség számára. A repülőgép megfelelő történelmi kontextusba helyezés nélküli kiállítása heves vitákat eredményezett. A pilótafülkét és az orr-részt a Washington belvárosában lévő National Air and Space Museum-ban (NASM) állították ki heves viták közepette 1995-ben, a bombatámadás 50. évfordulóján. 2003 óta a teljesen összeszerelt B–29-es a NASM-hoz tartozó Steven F. Udvar-Hazy Centerben van kiállítva. A személyzetének utolsó tagja, a Hirosima elleni támadásnál is a fedélzeten lévő Theodore Van Kirk 2014. július 28-án halt meg 93 éves korában.

## Legénysége

A térkép az augusztus 6-i és 9-i Hirosima illetve Nagaszaki (Kokura, az eredeti cél augusztus 9-ig) küldetés útvonalait mutatja.

### Hirosima küldetés
Az Enola Gay legénysége 1945 augusztus 6-án, a következő 12 emberből állt:
- Paul Tibbets ezredes  – pilóta és a gép parancsnoka
- Robert A. Lewis százados, másodpilóta; az Enola Gay „mindennapi” parancsnoka*
- Thomas Ferebee őrnagy, bombázó tiszt
- Theodore Van Kirk százados, navigációs tiszt
- William S. Parsons százados, USN – lövész, a küldetés parancsnoka
- Jacob Beser főhadnagy, rádióelektronikai zavarókonténer kezelő (egyedül ő vett részt a gép mindkét küldetésén)
- Morris R. Jeppson hadnagy, lövész
- George R. "Bob" Caron őrmester, faroklövész*
- Wyatt E. Duzenbury őrmester, repülőmérnök*
- Joe S. Stiborik őrmester, radar kezelő*
- Robert H. Shumard őrmester, segéd repülőmérnök*
- Richard H. Nelson közlegény, ultrarövidhullámú rádió kezelő*

* az Enola Gay állandó legénysége

### Nagaszaki küldetés
A küldetés legénysége a következő volt:
- George W. Marquardt százados, a gép parancsnoka
- James M. Anderson hadnagy, másodpilóta
- Russell Gackenbach hadnagy, navigációs tiszt
- James W. Strudwick százados, bombázó
- Jacob Beser, főhadnagy, rádióelektronikai zavarókonténer kezelő
- James R. Corliss őrmester, repülőmérnök
- Warren L. Coble őrmester, rádiós
- Joseph M. DiJulio őrmester, radar kezelő
- Melvin H. Bierman őrmester, faroklövész
- Anthony D. Capua, Jr. őrmester, segéd repülőmérnök/felderítő

## Fordítás
- Ez a szócikk részben vagy egészben  az   Enola Gay című angol Wikipédia-szócikk ezen változatának fordításán alapul.  Az eredeti cikk szerkesztőit annak laptörténete sorolja fel. Ez a jelzés csupán a megfogalmazás eredetét és a szerzői jogokat jelzi, nem szolgál a cikkben szereplő információk forrásmegjelöléseként.